# Оманозубець потоншений
Оманозубець потоншений (Anomodon attenuatus) — вид мохів порядку гіпнобрієвих (Hypnales).

## Поширення
Ареал охоплює такі частини світу: Європа, Північна Америка, Азія.
Населяє кору дерев, ґрунт, камінь; від низьких до помірних висот.

## Характеристика
Рослини великі, в щільних групах, жовтувато-зелені. Стебла 1.5–3 см, 0.8–1 мм ушир, товсті в сухому стані, рясно розгалужені, первинні гілки розпростерті до дугоподібних, здебільшого звужені; ризоїди дещо рясні. Листки гілок в сухому стані притиснуті, у вологому сплющені, язичкові, 1.2–2(2.2) мм; краї рівні, цілі від основи до верхівки (клітини помірно соскоподібні на місці вставлення), іноді зубчасті біля вершини; верхівка гостра, іноді тупа або злегка загострена, ціла. Коробочкові ніжки 1–1.5 см. Коробочка довгаста, 1.6–2.8 мм. Спори 10–13 мкм, щільно-горбочкові.